# Strigomerodes
Strigomerodes is een geslacht van kevers uit de familie van de loopkevers (Carabidae). De wetenschappelijke naam van het geslacht werd voor het eerst geldig gepubliceerd in 1939 door Straneo.

## Soorten
Het geslacht Strigomerodes omvat de volgende soorten:
- Strigomerodes basilewskyi Straneo, 1948
- Strigomerodes burgeoni (Straneo, 1939)
- Strigomerodes laevis (Burgeon, 1935)
- Strigomerodes patrizii Straneo, 1941
- Strigomerodes punctifrons Straneo, 1949
- Strigomerodes singularis (Burgeon, 1935)
- Strigomerodes uelensis (Burgeon, 1935)